# Tunel Honningsvåg
Tunel Honningsvåg (norsky Honningsvågtunnelen) je silniční tunel na ostrově Magerøya v obci Nordkapp v kraji Finnmark v Norsku. Nachází se mírně severně od podmořského tunelu Nordkapp a je součástí evropské silnice E69.
Tunel dlouhý 4 443 m byl proražen 23. července 1997. Byl otevřen v roce 1999, současně s tunelem Nordkapp, jako součást rozsáhlého projektu spojení norské pevniny se Severním mysem (Nordkappem).  

## Geologie
Tunel prochází velkou horou zvanou Honningsvågfjellet západně od osady Honningsvåg. Hora je tvořena gabrem, částečně s prvky serpentinu a jílu, na straně Honningsvåg. Na straně Sarness se nacházejí převážně sedimentární horniny. Mezi těmito horninovými masivy se nachází přibližně 200 m široká přechodová zóna.

## Popis
Tunel je široký devět metrů a má dva jízdní pruhy (jeden v každém směru). Jedná se o nejseverněji položený veřejný silniční tunel na světě.
Stavební náklady byly 226 milionů NOK. Tunel má na každém konci automatické brány proti zamrznutí, které v zimě zadržují chlad, aby se zabránilo tvorbě ledu na skalních stěnách uvnitř tunelu. Tyto brány se automaticky otevřou, když se přiblíží auto. V létě jsou brány většinou vždy otevřené. 
K vybavení patří také dobré větrání a osvětlení, nouzové telefony, hasicí přístroje, pokrytí rádiem a signálem pro mobilními telefony.